# Elm (Glarus)
Elm és un municipi del cantó de Glarus (Suïssa).